# Michael von Strassoldo-Graffemberg

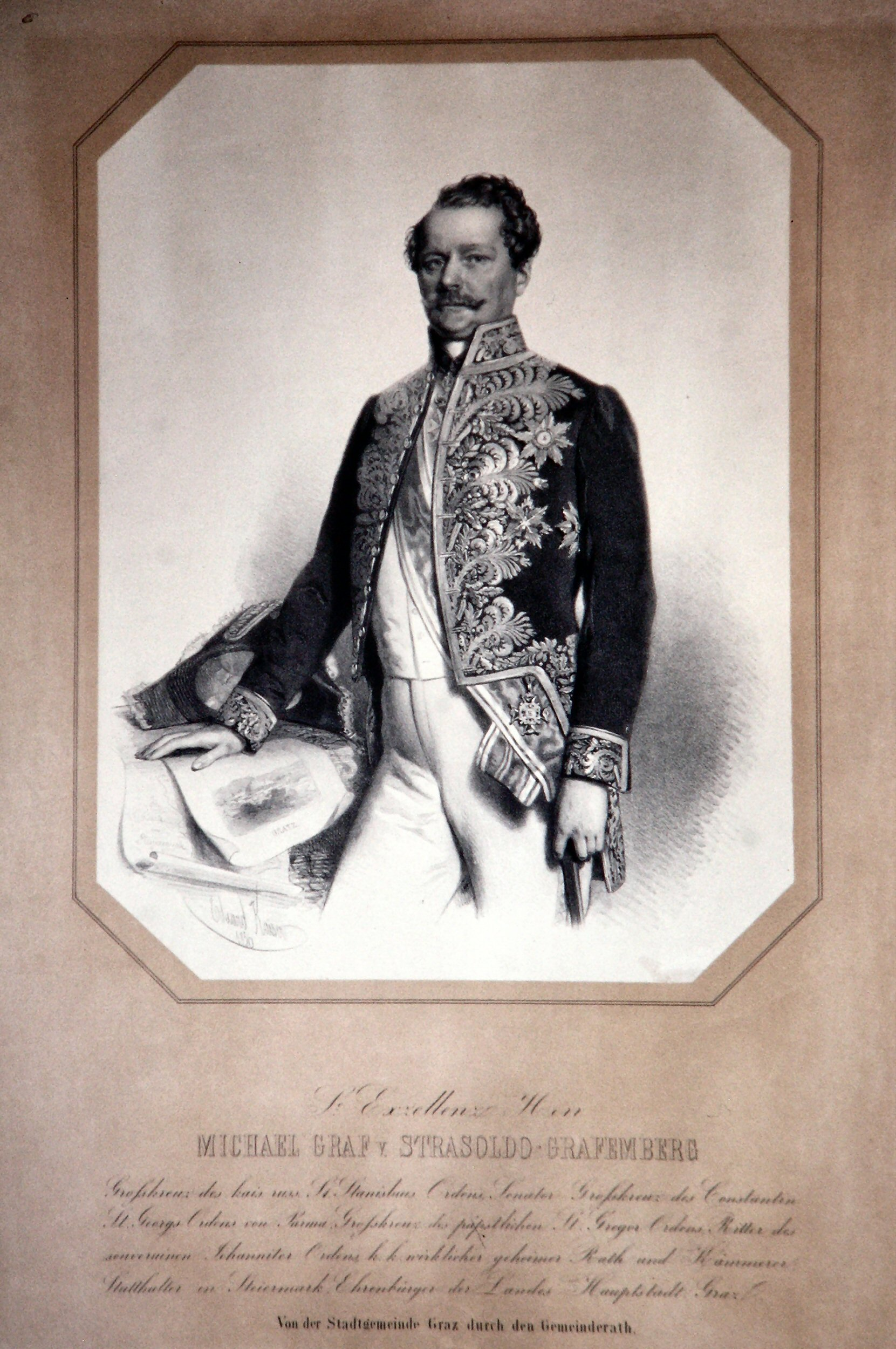
Michael von Strassoldo-Graffemberg Litho

Michael Karl Maria Graf von Strassoldo-Graffemberg (* 1798; † 20. Dezember 1873 in Strassoldo) war kaiserlich-österreichischer Statthalter der Lombardei unter Generalgouverneur Radetzky und danach langjähriger Statthalter der Steiermark. Strassoldo ist ein Ortsteil von Cervignano bei Grado in Norditalien, der bis 1918 im politischen Bezirk Monfalcone Teil des kaiserlichen Österreich war.

## Herkunft und Werdegang
Michael von Strassoldo-Graffemberg wurde 1798 (nach Wurzbach erst 1800) als Sohn des Feldmarschallleutnants Graf Leopold von Strassoldo (1739–1809) und der Franziska Xaveria, geb. Gräfin Auersperg (1759–1811) geboren. Die Familie Strassoldo zählt zum alten österreichischen Adel und spielte in Diensten des Habsburger Kaiserhauses eine große Rolle. Michaels Bruder war der Feldmarschallleutnant Julius Cäsar von Strassoldo (1791–1855), seine Schwester Franziska (1781–1854) war die Ehefrau von Feldmarschall Josef Wenzel Radetzky von Radetz (1766–1858).
Michael Strassoldo studierte Rechtswissenschaft an den Universitäten Graz und Wien. Nach Abschluss des Studiums trat er 1823 bei der Provinzial-Delegation Udine in den Staatsdienst ein und wurde 1826 als Konzipist zum lombardischen Gubernium nach Mailand versetzt, wo der entfernt verwandte Giulio Strassoldo di Sotto damals kaiserlicher Gouverneur war. Von 1834 bis 1847 war er in der Vereinigten Hofkanzlei in Wien im Departement für das Lombardo-Venezianische Königreich und Dalmatien tätig, zuletzt als Hofsekretär. Ab 1847 leitete er als Provinzial-Delegat die Verwaltung der Provinz Rovigo und war während der Revolution von 1848 Hofrat im Dalmatinischem Gubernium.

## Statthalter der Lombardei (in Mailand)
Nach dem Revolutionskrieg von 1848/1849 war Feldmarschall Radetzky Generalgouverneur des wiedergewonnenen Königreichs Lombardo-Venetien mit Sitz in Verona, wo ihn Michael Strassoldo zunächst als Zweiter, dann Erster Chef der Zivilsektion unterstützte. Am 16. Oktober 1849 erhielt Michael Strassoldo den Rang eines Sektions-Chefs im Innenministerium sowie die geheime Rathswürde zuerkannt. Im Wiener Ministerrat vom 14. Januar 1850 berichtete Innenminister Alexander von Bach über eine vom Grafen Strassoldo erhaltene Nachricht, nach welcher die Stimmung in Italien wegen der hohen Steuern von bis zu 80 %, die auf der Bevölkerung lasten, sehr gedrückt sei. In Udine z. B. betrage die Grundsteuer das Dreifache von dem gewöhnlichen, in der benachbarten österreichischen Provinz bestehenden Ausmaß. Die Stimmung und Haltung des Klerus sei gleichfalls zweifelhaft.
Als der lombardische Statthalter und Militär-Gouverneur Fürst Karl Schwarzenberg nach nur einem Jahr um seine Enthebung ersuchte, schlug Radetzky seinen jungen Schwager als Nachfolger vor, so dass Michael Strassoldo am 29. Dezember 1850 zum Statthalter der Lombardei ernannt wurde. Er war in Mailand gut bekannt und hatte dort sehr viele Freunde. Zum Unterschied von seinem Vorgänger war Strassoldo aber nur ziviler Statthalter. Da in Mailand, Wien und Prag weiterhin Belagerungszustand herrschte, lagen viele Kompetenzen beim Militär-Kommandanten Ferenc József Gyulay.
Im September 1851 besuchte Franz Josef I. sein Königreich Lombardo-Venetien. Statthalter Strassoldo erwartete den damals erst 21-jährigen Monarchen in Desenzano am Gardasee und begleitete ihn auf festlich geschmückten Straßen durch Stadt und Provinz Brescia bis nach Monza, von wo bereits Eisenbahnlinien nach Mailand und nach Como führten. Auch an den folgenden Tagen begleitete Strassoldo den Kaiser bei der Besichtigung von Mailand und allen zivilen Anlässen. Der Empfang durch die Bevölkerung wurde unterschiedlich als „sehr kühl“ (Storia di Milano) bis „enthusiastisch jubelnd“ (Wiener Zeitung) beschrieben. Jeden Abend fasste der Statthalter den Verlauf des Besuchs in später veröffentlichten Telegrammen an Innenminister Bach zusammen.
Nur drei Monate nach diesem Besuch schaffte Franz Josef I. mit dem so genannten Silvesterpatent die Verfassung des Kaisertums ab, was in der Storia di Milano eigens vermerkt wird und für den lebenslangen Verfassungsfreund Strassoldo enttäuschend war. Im Oktober 1852 musste Statthalter Strassoldo per Kundmachung mitteilen, dass sich der Kaiser „bezüglich der geäußerten Zweifel“ für die ausschließliche Zuständigkeit von Militärgerichten bei Hochverrats-Verbrechen und Vergehen während des Ausnahme-Zustands in Lombardo-Venetien entschieden habe, auch wenn diese Verbrechen von Zivilpersonen und nur auf dem Wege der Presse begangen wurden.
Ab 1851 erschwerten Missernten die Lebensmittelversorgung der Bevölkerung. Die in diesem Jahre abgeschlossene Zollunion mit den habsburgisch regierten Herzogtümern Parma und Modena erlaubte die zollfreie Einfuhr von Getreide in die Lombardei, bei gleichzeitigem Getreide-Ausfuhrverbot. Zur Ausführung der Zollunion wurde 1852 in Mailand eine österreichisch-estensisch-parmaische Kommission mit ausgedehnten Vollmachten eingesetzt, deren Präsident Michael Strassoldo war.
Am 6. Februar 1853 (Carnevals-Sonntag) unternahmen Anhänger des Revolutionärs Giuseppe Mazzini eine vom Ausland her geplante Revolte in Mailand, indem sie mit Messern und Dolchen überraschend auf nichts ahnende Soldaten einstachen. Dabei wurden 12 österreichische Soldaten getötet und 74 weitere zu Teil schwer verletzt. Da sich weder die Mailander Bevölkerung, noch die ungarischen Garnisons-Soldaten dem Aufstand anschlossen, konnte General Julius Cäsar von Strassoldo als Interims-Befehlshaber die Revolte innerhalb weniger Stunden niederschlagen. Im Einvernehmen mit seinem Bruder Michael und dem Stadtkommandanten richtete er danach einen maßvollen und ermutigenden Aufruf an die Bevölkerung.
Nach Rückkehr des Militärkommandanten Ferenc József Gyulay verurteilte das Kriegsgericht sechzehn der Attentäter standrechtlich zum Tode, 63 weitere zu Festungsarrest und Zwangsarbeit. Darüber hinaus belegte Generalgouverneur Radetzky die Stadt Mailand mit Strafzahlungen und ordnete die Zwangsverwaltung des Vermögens von vielen hundert, an der Revolte unbeteiligten lombardischen Emigranten im Piemont an. Statthalter Strassoldo ersuchte Radetzky vergeblich darum, eine Delegation der Mailänder Bevölkerung zu empfangen. Dazu schrieb Karl Marx (in London) an Friedrich Engels (in Manchester), dass der Anschlag zwar für Mazzini persönlich ein Schaden sei, wegen der überzogenen Reaktion der Österreicher sei er aber ein Nutzen für die ganze revolutionäre Bewegung geworden. Wäre Radetzky dem Beispiel Strassoldos gefolgt, der die Mailänder Bürgerschaft für ihr ordentliches Verhalten gelobt hatte, hätte er das Ganze als missglückten Aufstand einiger Missgeburten bezeichnet..., dann wäre die revolutionäre Partei in den Augen der ganzen Welt diskreditiert gewesen.
Eine Falschmeldung über die angebliche Anschlags-Beteiligung von drei Professoren der Universität Pavia konnte noch rechtzeitig korrigiert werden, nachdem Michael Strassoldo dem Kultus- und Unterrichtsminister Leo von Thun entsprechend Auskunft gegeben, und dieser die Berichtigung in die Wiener Ministerkonferenz vom 5. März 1853 eingebracht hatte.
Nur 12 Tage nach den Messer-Attentaten von Mailand wurde in Wien ein Messer-Attentat auf Kaiser Franz Josef I. verübt. Der nur leicht verwundete Kaiser erkannte einen Zusammenhang und sagte, er trage nur das Schicksal seiner braven Soldaten in Mailand.
Am 3. Juni 1853 wurde Michaels Bruder, Feldmarschallleutnant Julius Cäsar von Strassoldo nach 45 Dienstjahren „auf sein Ansuchen“ pensioniert. Wenige Tage später wurde auch Michael Strassoldo durch kaiserliches Handschreiben vom 9. Juni 1853 als Statthalter der Steiermark nach Graz versetzt. Die Leipziger Deutsche Allgemeine Zeitung bedauerte die Abreise der Herren Strassoldo aus der Lombardei, „der einzigen Männer, welche Italien ordentlich kennen und sich stets den Ausschreitungen der Militärgewalt widersetzt haben“.

## Statthalter der Steiermark (in Graz)
Die ersten sieben Jahre von Strassoldos Grazer Statthalterschaft fielen in die Zeit des Neo-Absolutismus, als es in der Steiermark keinen Landeshauptmann gab. Als Statthalter suchte Strassoldo den Ausgleich zwischen der Loyalität zum Kaiserhaus und seiner liberalen Gesinnung. Er trat in Wien stets für die Belange der Steiermark ein, was ihm Popularität bei seinen Beamten und bei der Bevölkerung verschaffte. In die Verhandlungen des Landtages griff er nie hemmend ein und stimmte fast immer mit den Ansichten der Landesvertretung überein, so dass er von den Abgeordneten hochgehalten wurde. Er war sich der Bedeutung einer freien Presse bewusst und setzte alles daran, einen Presseprozess zu vermeiden.
Michael Strassoldo war auf die Modernisierung und Verschönerung der Landeshauptstadt Graz bedacht und wurde bereits 1855 zum Ehrenbürger der Stadt ernannt.  Sein Werk ist vor allem die prachtvolle neue Elisabethstraße, „die in schnurgerader Richtung von mehr als einer halben Stunde Weges zur alten Pfarre von St. Leonhard führt“. Die Straße wurde 1856 beim Besuch des Kaiserpaares eröffnet und nach der Kaiserin benannt; eine Seitengasse erhielt den Namen Strassoldogasse. Der Statthalter veranlasste auch die Sanierung des Mur-Ufers beim „Kälbernen Viertel“, wo die unhygienischen alten Schlachtbrücken entfernt wurden. Dieser Uferbereich trug vorübergehend den Namen „Strassoldo-Quai“ (heute Marburger Kai). Nach dem verlorenen Krieg von 1859 fiel die Kärntner Statthalterei Einsparungen zum Opfer, so dass der Grazer Statthalter Strassoldo in den Jahren 1860/1861 auch für Kärnten zuständig war.
Am 15. Januar 1860 erschien der Rektor der Grazer Universität, Mathias Rubitsch, mit einer Deputation der Professoren bei Statthalter Strassoldo und übergab ihm eine Denkschrift gegen die befürchtete Aufhebung der Grazer Universität. Strassoldo versicherte, alles aufbieten zu wollen, um die Universität der Hauptstadt und dem Lande zu erhalten. In der Folge blieb die Universität nicht nur bestehen, sondern konnte sogar um eine medizinische Fakultät erweitert werden, die Staatsminister Schmerling und der Statthalter Ende 1863 mit einer großen Feier eröffneten.
Mit der Ernennung von Anton von Schmerling zum Regierungschef begann 1860 in Österreich eine Periode des Liberalismus. Durch Erlass der Februarverfassung von 1861 und der darin enthaltenen Landes-Ordnungen bekam die Steiermark mit dem gleichfalls liberalen Grafen Gleispach nach langen Jahren wieder einen Landeshauptmann. In seiner Rede zur Eröffnung des Landtages 1863 betonte Statthalter Strassoldo die Wichtigkeit der Verfassung. Er hob hervor, dass Österreich seit deren Einführung sehr an Ansehen gewonnen habe und dass es der feste Wille Seiner Majestät sei, die Konstitution in vollem Umfang zu erhalten.
Dies änderte sich jedoch schon zwei Jahre später. Nachdem der liberale Regierungschef Schmerling im Juli 1865 durch den konservativen Grafen Belcredi ersetzt worden war, ersuchte Michael Strassoldo um seine Versetzung in den bleibenden Ruhestand, die ihm am 20. August 1865 mit Allerhöchster Anerkennung gewährt wurde. Wenige Wochen später kam es zur Sistierung der Verfassungsgesetze in Österreich.
Im Oktober 1871 wurde Michael Strassoldo zum Reichstagsabgeordneten des Kreises Görz (it. Gorizia) gewählt, nahm aber die Wahl nicht mehr an. Er starb am 26. Dezember 1873 auf Schloss Strassoldo an den Folgen einer Lungenentzündung.

## Familie
Nach Ausweis der Kirchenbücher von S. Nicolai (im Schlossbereich von Strassoldo) wurde Michael Strassoldo-Graffemberg dort am Freitag, dem 20. April 1798 getauft. Am folgenden Sonntag, dem 22. April 1798, fand in derselben Kirche die Trauung seiner 17-jährigen Schwester Franziska mit dem damals 32-jährigen k.k. Major Josef Wenzel Radetzky von Radetz statt.
Michael Strassoldo heiratete 1850 Maria Anna Malowetz von Malowitz und Kossorz (1821–1905), Sternkreuzordens-Dame aus altem böhmischem Adel, mit der er einen Sohn Julius Cäsar und eine Tochter Josepha hatte. Sohn Julius Cäsar Strassoldo (1851–1890) heiratete 1878 Rosa Kuhn von Kuhnenfeld (1853–1917), Tochter des k.u.k. Reichskriegsministers Kuhn (1817–1896). Nachkommen des Paares leben bis heute auf Schloss Strassoldo in Friaul, Italien. Die Tochter Josepha Therese (* 11. November 1855) heiratete am 11. November 1874 zu Graz den Freiherren Victor Herring von Frankensdorf (* 1. November 1851).

## Anerkennungen
- Wirklicher Geheimer Rat[5]
- k.k. wirklicher Kämmerer[36]
- Orden der Eisernen Krone (Österreich) 1. Klasse[37]
- Großkreuz des päpstlichen St.-Gregor-Ordens[38]
- Großkreuz des Konstantinischen St.-Georg-Ordens, Parma[38]
- Großkreuz des kaiserlich russischen Stanislaus-Ordens[39]
- Ehrenbürger der Landeshauptstadt Graz[24]
- Namensgeber für die Strassoldogasse in Graz[2]